# Edson Braafheid
Edson Rene Braafheid (ur. 8 kwietnia 1983 w Paramaribo) – holenderski piłkarz występujący na pozycji obrońcy.

## Kariera klubowa
Braafheid profesjonalną karierę rozpoczynał w klubie FC Utrecht. W pierwszej lidze holenderskiej zadebiutował 2 listopada 2003 w wygranym przez Utrecht 2:1 pojedynku z SC Heerenveen. W debiutanckim sezonie 2003/2004 rozegrał w lidze czternaście spotkań. W 2004 roku jego klub zdobył Puchar Holandii, po pokonaniu w jego finale 1:0 FC Twente. Dzięki temu w sezonie 2004/2005 występował w Pucharze UEFA. Dotarł w nim do drugiej rundy, ale po zajęciu ostatniego miejsca w swojej grupie, odpadł z tych rozgrywek. 16 października 2005 Braafheid strzelił pierwszego gola w ligowej karierze. Było to w przegranym przez jego zespół 1:2 ligowym meczu z Rodą Kerkrade. W sezonie 2005/2006 uplasował się z klubem na szóstej pozycji w lidze, jednak po przegranych barażach nie wystąpił z nim w europejskich pucharach. W Utrechcie Braafheid spędził w sumie cztery lata. W tym czasie rozegrał tam 80 ligowych spotkań, a także zdobył dwie bramki.
W styczniu 2007 przeniósł się do Twente Enschede. Pierwszy ligowy występ w jego barwach zanotował 11 lutego 2007 w wygranym przez jego zespół 3:0 pojedynku z Feyenoordem Rotterdam. W nowym klubie Braafheid szybko stał się podstawowym graczem. W sezonie 2006/2007 zajął z klubem piąte miejsce w lidze i awansował z nim do Pucharu UEFA. Twente zakończyło go na pierwszej rundzie, po porażce w dwumeczu z Getafe CF. W tym samym sezonie Braafheid uplasował się z Twente na czwartej pozycji w Eredivisie i ponownie wywalczył z nim awans do Pucharu UEFA, w którym Twente dotarło do 1/16 finału, ale uległo tam po rzutach karnych Olympique Marsylia. W sezonie 2008/2009 Braafheid wywalczył z klubem wicemistrzostwo Holandii. W Twente grał przez półtora roku. Łącznie zagrał tam w 76 ligowych meczach i strzelił jednego gola.
11 czerwca 2009 roku podpisał 4-letni kontrakt z niemieckim Bayernem Monachium. Transfer opiewał na sumę dwóch milionów euro. Do stycznia 2010 roku w zespole Bayernu rozegrał 10 ligowych meczów. 1 lutego 2010 roku został wypożyczony do Celticu. 27 stycznia 2011 roku został sprzedany do TSG 1899 Hoffenheim. W sezonie 2012/2013 był wypożyczony do FC Twente. Latem 2014 przeszedł do S.S. Lazio.

## Kariera reprezentacyjna
Braafheid jest reprezentantem Holandii. W drużynie narodowej zadebiutował 11 lutego 2009 w zremisowanym 1-1 towarzyskim meczu z Tunezją.